# Tibetaanse astrowetenschap
De Tibetaanse astrowetenschap is een onderdeel van de Tibetaanse rekenwetenschap (Wylie: rtsis).

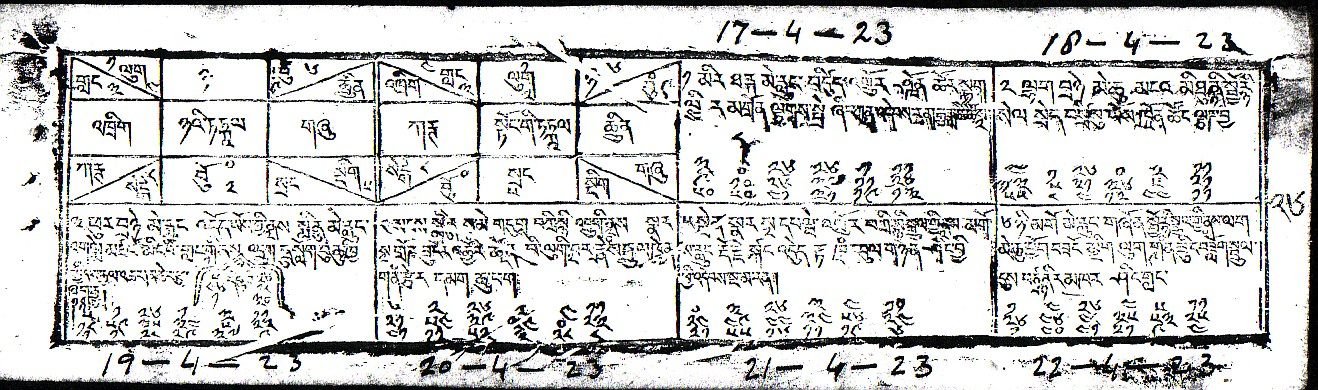
Begin van derde Hor-maand, Tibetaanse kalender uit Lhasa, Water-Varkenjaar (1923/24)

Het bestaat uit een mengeling van wetenschappelijke en pseudowetenschappelijke terreinen, als Tibetaanse kalenderberekeningen, Tibetaanse astronomie, Tibetaanse astrologie en de Sino-Tibetaanse divinatieberekeningen.
De Tibetaanse astrowetenschap heeft over de eeuwen heen altijd invloed gehad op allerlei aspecten van het Tibetaanse leven.

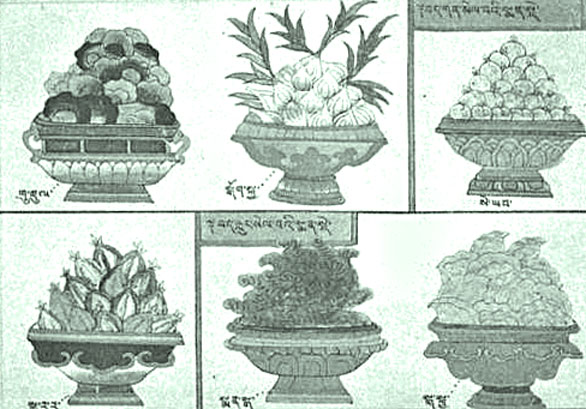
Zes gebruikelijke kruiden in de Tibetaanse geneeskunde

In de Tibetaanse samenleving werd dusdanig op de astrowetenschappen vertrouwd, dat het tot in de Tibetaanse geneeskunde van belang was en studenten tijdens hun studie van de traditionele geneeswijze verplicht waren bepaalde facetten uit de Tibetaanse astrowetenschappen te bestuderen.
De astrowetenschappen richten zich op de berekeningen van tijdsmomenten om de positie te bepalen van de planeten die bestemd zijn voor het maken van de kalender, almanakken, horoscopen, het voorspellen van zons- en maansverduisteringen en het beste tijdstip voor het planten, oogsten en het moment van vertrek voor een reis.
De invloedssfeer van de Tibetaanse astrowetenschap strekt zich uit over gebieden in Tibet en erbuiten, zoals Mantsjoerije, Sinkiang, Mongolië, Boerjatië, Kalmukkië, Toeva, Bhutan, Sikkim, Ladakh en de Arunachal Pradesh.

## Zwarteenwitteberekeningen

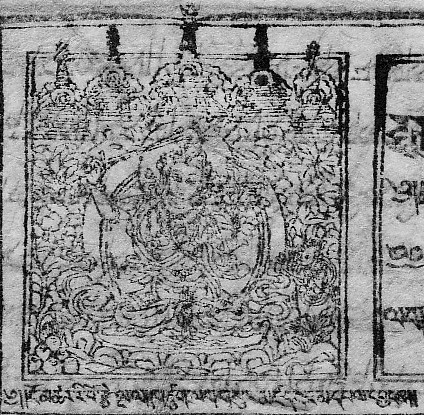
Manjushri als leraar van de nag rtsis op de berg Wutai Shan

Voor het doen van voorspellingen wordt onderscheid gemaakt tussen zwarte en witte berekeningen waarbij de kleur staat voor de kleur van de klederdracht van het land waarvan de oorspronkelijke berekeningen vandaan komen. Hierbij staat wit voor Indiaas en verwijst het naar de Tibetaanse astrologie (dkar rtsis) en zwart voor Chinees en verwijst het naar de Sino-Tibetaanse divinatieberekeningen (nag rtsis). Nadat systemen uit India of China werden vertaald, doorgingen ze een zodanige ontwikkeling dat er uiteindelijk sprake is van afzonderlijke Tibetaanse systemen.

## Filosofische context

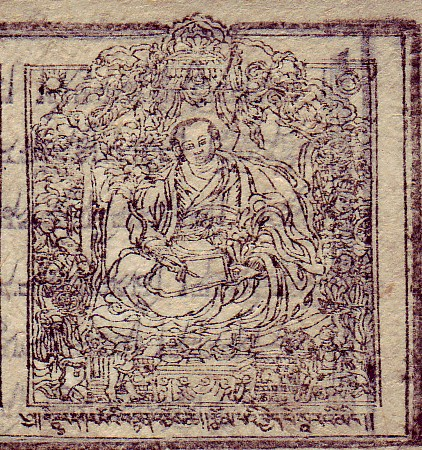
Regent Sanggye Gyatso

Er is een groot onderscheid tussen de filosofische context van astrologie uit India (Vedisch), Tibet (boeddhistisch) en Chinees (Confuciaans).
In het geval van Tibet ligt de oorsprong bij de tekst van de Kalachakratantra. Kalachakra betekent levenswielen en in de betreffende tantra wordt een systeem van drie verschillende cycli beschreven: intern, extern en alternatief. De interne cycli betreffende de levensenergieën en ademhaling in het lichaam; de externe cycli betreffen de bewegingen van planeten met daaraan gerelateerd de verdeling van tijd in jaren, maanden, dagen, enz. De alternatieve cycli hebben betrekking op de verschillende meditatieoefeningen om controle te krijgen over de twee andere cycli of om ze te zuiveren.
De relatie die wordt verondersteld tussen levensenergie en de geestestoestand wordt in verband gebracht met het al dan niet aanwezig zijn van een verstoring in de cycli. De Kalachakratantra beschrijft praktijken om invloeden van interne en externe situaties (samsara) te beheersen. Hieronder vallen bijvoorbeeld de invloed door de verandering van de seizoenen, het weer, de fases van de maan, het moment in iemands eigen levenscyclus, menstruatie, menopauze, enz.
Een groot verschil met de Vedische astrologie is dat beoefenaars deze astrologie gebruiken om uit te rekenen wanneer ze de rituelen van de Veda's moeten uitvoeren. Ook is er een groot verschil met de Chinese astrologie, waar de berekeningen gemaakt werden om de politieke legitimiteit en heerschappij te behouden, wat onder meer de relatie vertoont met het betoogde mandaat van de hemel voor de Chinese keizer. Persoonlijke horoscopen kwamen niet voor in China tot ongeveer de 18e eeuw, mogelijk onder boeddhistische invloed, een eeuw nadat in de 17e eeuw in Tibet door toedoen van de Tibetaans regent Sanggye Gyatso de astrologie binnen de gelugorde werd gelegitimeerd en gedocumenteerd.